# Districtul El Bordj
El Bordj este un district din provincia Mascara, Algeria.